# 城南予備校DUO
城南予備校DUO（じょうなんよびこうデュオ）は、神奈川県、東京都、埼玉県、千葉県を中心とした関東地区に、株式会社城南進学研究社が運営する、高校受験と大学受験を対象とした学習塾。前身は城南予備校。

## 概要
経営は株式会社城南進学研究社。AI教材「atama+（アタマプラス）」を使用した個別指導と、社員を中心とした講師が少人数で実践する演習指導（DUO指導）を中心に、文部科学省が進める教育改革にも対応した指導形態を取る。
株式会社城南進学研究社は、1982年４月から大学受験予備校の城南予備校（1961年に各種学校として設立）を運営していたが、2019年度末を以て城南予備校の全ての校舎を閉鎖し、全く新しい業態の城南予備校DUOへ移行した。2020年度新規開校時点では、14校舎を展開したが、2021年度に全て閉鎖した。

## 校舎
- 東京都
  - 自由が丘校
  - 三軒茶屋校
  - 吉祥寺校
  - 町田校
  - 立川校
  - 蒲田校
- 神奈川県
  - 横浜校
  - たまプラーザ校
  - 新百合ヶ丘校
  - 藤沢校
  - 溝の口校
  - 平塚校
- 千葉県
  - 柏校
- 埼玉県
  - 南浦和校

城南予備校が大学受験予備校であったのに対し、城南予備校DUOは、対象を中学生にまで拡げ、高校受験・大学受験までに対応させている。

## 指導コンテンツ
主に以下の指導コンテンツがある。
・atama+（アタマプラス）個別指導
東大卒のメンバーが中心の「atama plus株式会社」によって開発された、AI（人工知能）を活用した次世代の個人レッスン型学習システム。タブレットでもスマートフォンでも受講可能であり、また、電話によるコーチングを受けることができるので、在宅でもオンライン指導が可能となっている。中学生・高校生・高卒生を対象としている。
・DUO指導
講師が、１クラス最大生徒数10名までの少人数で演習指導を行う。高校生・高卒生を対象としている。
・クリエイティブラーニング講座
表現活動を通じて、効率性や安全性を計画する力、作品やサービスを受けとる他者の視点を想像する力、既存のシステムの課題を探す問題発見能力、そして新しい価値や世界観を創造する力や思考法、広義のコミュニケーション方法を学ぶ。授業内で行われるディスカッションやプレゼンテーション等を通し、総合型選抜（AO入試）で必要な面接・志望理由書・小論文で問われる抽象概念に対する思考力や、一般選抜（一般入試）で用いる実際的な表現力を指導する。中３生と高校生を対象としている。
・4技能英語
独自の英語習得メソッド「5CodesEnglish（ファイブ・コーズ・イングリッシュ）」で、5つの音法をマスターし、4技能を同時に育成する。『5CodesEnglish』は、城南進研グループの留学試験対策専門校 LINGO L.L.C（.リンゴ・エル・エル・シー）監修による、英語4技能育成に対応したオリジナルメソッド。日本人が苦手な音の連続を5つの音法“5Codes”に分類することで、4技能が飛躍的に向上する。中３生。高校生・高卒生を対象としている。
・思考力養成講座
問題文・課題を読み、自分の頭で考え、それを論理的に表現して説得する。自分の意見をプレゼンテーションする力や、小論文などで表現する力を指導する。高１生・高２生を対象としている。
・推薦・総合型対策講座（推薦入試・AO入試対策）
城南AO推薦塾と連携して、志望理由書・自己推薦書対策、面接対策、オンラインで添削するJ-tensaku、模擬面接などを、高３生・高卒生を対象として実践している。
・集中授業
「atama+個別指導」や「Jシリーズ映像授業」で個別にインプット学習した内容を、夏期・冬期・直前期の講習会期間に「城南伝統」の合宿形式（高3生・高卒生のみ）で集中的にアウトプット学習する、中３生・高３生・高卒生など、受験を目の前にした学年を対象とした授業。
・大学受験Jシリーズ映像授業
スマートフォン・タブレットで、いつ、どこでも視聴可能な、オリジナル教材「大学受験Jシリーズ」を使ってプロ講師が行う映像授業。高校生・高卒生が対象。
・ONE'S授業（ワンズ授業）
予備校の講師とマンツーマンで行う授業。中学生・高校生・高卒生が対象。
・季節に応じた講習会
春期・夏期・冬期・直前期と、季節に応じて講習会を実施し、都度都度、生徒のニーズに対応する。中学生・高校生・高卒生が対象。

## 参考
1. ↑  “城南進学研究社”. www.johnan.co.jp. 2020年5月23日閲覧。